# Bernd Dormayer

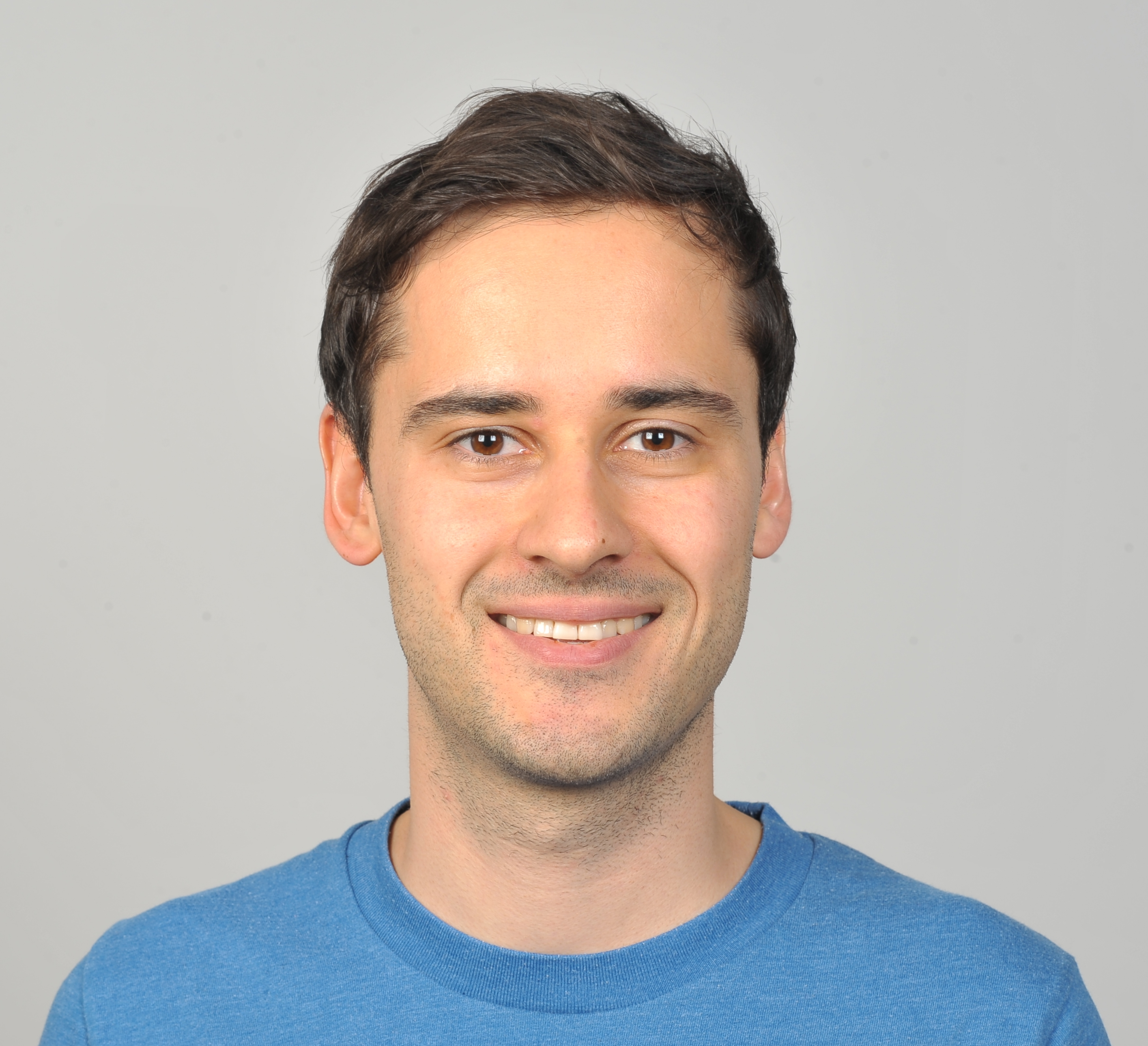
Bernd Dormayer, 2016

Bernd Dormayer (* 21. April 1986 in Mödling) ist ein österreichischer Sound Designer aus Wien.

## Leben und Werk
Nach der Ausbildung an der HLA Baden für Wirtschaft & Tourismus Schwerpunkt Kulturtouristik besuchte Dormayer die Fachhochschule St. Pölten. Nach dem Bachelorstudium „Telekommunikation & Medien“ absolvierte er den Diplomstudiengang Digitale Medien.
Während des Studiums, 2009, machte er sich als Sound Designer, und Komponist unter dem Namen dmajor sound selbstständig. Seit 2011 arbeitet Bernd Dormayer parallel als Lehrer für Audiodesign an der HTBLuVA Wien 5 Spengergasse.
Für den Österreichischen Filmpreis erhielt er 2018 eine Nominierung in der Kategorie Beste Tongestaltung für MindGamers als Sound Designer zusammen mit Marius Emil Stanescu (Originalton) sowie Marco Zinz, Alexander Koller und Michael Plöderl (Mischung).

## Filmografie (Auswahl)
- 2010: FC Rückpass
- 2011–2019: Universum
- 2011: Der Kardinal
- 2013–2019: CopStories (Fernsehserie)
- 2014–2019: Universum History
- 2013: Tom Turbo (Fernsehserie)
- 2013: Die Fremde und das Dorf
- 2013: Tom Turbo – Von 0 auf 111 – Der Film
- 2015: Das ewige Leben
- 2015: Wie Brüder im Wind
- 2015: MindGamers
- 2016: Ein Geheimnis im Dorf – Schwester und Bruder (Fernsehreihe)
- 2016: Landkrimi: Endabrechnung (Fernsehreihe)
- 2017: Siebzehn
- 2017: Stadtkomödie: Die Notlüge (Fernsehreihe)
- 2017: Treibjagd im Dorf (Fernsehreihe)
- 2018: Die letzte Party deines Lebens
- 2018: Stadtkomödie: Geschenkt (Fernsehreihe)
- 2019: Landkrimi: Das dunkle Paradies (Fernsehreihe)
- 2020: Dennstein & Schwarz – Rufmord (Fernsehreihe)
- 2020: SOKO Kitzbühel (Fernsehserie)
- 2020: Das schaurige Haus